# Amadeus Serafini
Amadeus Serafini (7 de julho de 1991) é um ator e modelo americano. Ele ficou conhecido pelo papel de Kieran Wilcox na série de televisão Scream.

## Início da vida e carreira
Amadeus Serafini começou a modelar aos 18 anos após terminar a escola, pela agência Ford Models em Los Angeles. Ele teve uma educação internacional crescendo nos Estados Unidos e na Europa. Com o tempo decidiu fazer faculdade de cinema e teatro. Também estudou na oficina de atores de Eric Morris, um professor de atuação que já trabalhou com veteranos como Johnny Depp e Jack Nicholson.

## Filmografia

### Cinema
| Ano  | Título | Papel  | Nota           |
| ---- | ------ | ------ | -------------- |
| 2013 | Smoke  | Vernon | Curta-metragem |

### Televisão
| Ano       | Título | Papel         | Nota             |
| --------- | ------ | ------------- | ---------------- |
| 2015-2016 | Scream | Kieran Wilcox | Elenco principal |

### Internet
| Ano  | Título                             | Papel       | Nota         |
| ---- | ---------------------------------- | ----------- | ------------ |
| 2014 | Oh La La, Hollywood Speaks French! | Theo / Lulu | 3 webisódios |